# Otiorhynchus gemmatus
Otiorhynchus gemmatus — вид долгоносиков-скосарей из подсемейства Entiminae.

## Описание
Жук длиной 6,5—9 мм. На боках переднеспинки есть только явственно волосовидные чешуйки. Второй сегмент жгутика усиков 1,8—2 раза длиннее первого. Передние голени обоих полов лишь чуть длиннее расстояния от заднего края глаз до переднего края головотрубки, у самцов не изогнуты внутрь и назад.

## Экология
Жуки обитают в горах.